# Concert per a piano núm. 1 (Txaikovski)
El Concert per a piano núm. 1 en si bemoll menor Op. 23 de Piotr Ilitx Txaikovski, va ser compost entre novembre de 1874 i febrer de 1875 per la insistència del virtuós del piano Nikolai Rubinstein, director del Conservatori de Moscou. Txaikovski el va revisar l'estiu de 1879 i posteriorment al desembre de 1888. És el més cèlebre dels tres concerts per a piano que va compondre.

## Història
Txaikovski pensava dedicar aquesta obra a Nikolai Rubinstein, amb el desig que fos el seu primer intèrpret. Però quan va mostrar el concert amb orgull al pianista i a altres dos amics músics, al Nadal de 1874, Rubinstein va reaccionar amb gran disgust. Després de repassar-lo conjuntament al piano, Rubinstein va menysprear el concert amb irritació, com a "banal, maldestre i escrit de manera incompetent" així com a "mal compost i impossible d'interpretar." Llavors li va demanar a Txaikovski que emprenguera la tasca de revisar-lo per a adaptar-lo als seus desitjos. Però Txaikovski va refusar seguir aquestes indicacions, i va canviar la dedicatòria, aquesta vegada fent destinatari de l'obra el famós pianista i director d'orquestra alemany Hans von Bülow, un admirador de la música de Txaikovski que va descriure l'obra com "molt original i noble". Irònicament, posteriorment von Bülow va eliminar el concert del seu repertori, mentre que Rubinstein dirigí més tard l'estrena moscovita i interpretà la part solista en diverses ocasions.
L'estrena va tenir lloc a Boston el 25 d'octubre de 1875 sota la direcció de Benjamin Johnson Lang i amb la part solista a càrrec de Von Bülow. L'estrena russa va tenir lloc una setmana més tard a Sant Petersburg, amb el pianista rus Gustav Kross i el director txec Eduard Nápravník. El solista de l'estrena a Moscou, l'any 1875 fou Serguei Tanéiev.

## Instrumentació
L'obra està orquestrada per a 2 flautes, 2 oboès, 2 clarinets en si bemoll, 2 fagot, 4 trompes en fa, 2 trompetes en fa, 3 trombons (tenor, tenor, baix), timbals, piano solista, i instruments de corda.

## Estructura
El concert segueix la forma tradicional de tres moviments:
1. Allegro non troppo e molto maestoso - Allegro con spirito
2. Andantino simplice - Prestissimo
3. Allegro con fuoco

El concert és cèlebre per la tensió dramàtica entre solista i orquestra. És marcadament simfònic en el seu caràcter, i es diferencia molt del tipus de concert més musical i aparentment virtuós que era comú en la Rússia de l'època. Això no vol dir que l'exigència tècnica de la part solista no siga considerable. Per exemple, hi ha uns quants passatges amb un ràpid moviment d'octaves. La rapidesa i la intrínseca dificultat de l'escriptura posen més entrebancs a la interpretació. A més, el solista ha d'enfrontar-se a la monumental naturalesa de l'obra amb un punyent to que sovint ha de dominar sobre l'orquestra.
El popular tema de la secció introductòria del primer moviment està basat en una melodia que Txaikovski va sentir a uns musics ambulants cecs a un mercat de Kamenka, prop de Kíev (Ucraïna). Aquest fragment, el més conegut de tot el concert, és remarcable pel seu caràcter gairebé independent de la resta del moviment. No està compost en la tonalitat nominal de l'obra, si bemoll menor, sinó en la tonalitat complementària major de re bemoll major. Malgrat la seua notòria naturalesa, el tema només se sent dues vegades, i no torna a aparèixer més al llarg del concert. Txaikovski, compositor amb una extraordinària invenció melòdica, es permet ací el luxe d'usar aquesta exuberant melodia de manera quasi circumstancial, sense desenvolupament ni reexposició posterior.

## Curiositats
- El concert va ser arranjat per a dos pianos pel mateix Txaikovski al desembre de 1874; revisada al desembre de 1888.
- Va ser revisat tres vegades pel compositor, la darrera l'any 1881, que és la versió que s'interpreta avui dia.
- Van Cliburn va guanyar el  I Concurs Internacional Txaikovski l'any 1958 amb aquesta obra. El món musical va quedar perplex, en tractar-se d'un americà competint a Moscou en plena Guerra Freda.
- Vladimir Horowitz va interpretar aquest concert com a part d'un concert de recaptació de fons per a la Segona Guerra Mundial l'any 1943, sota la direcció del seu sogre, Arturo Toscanini i amb l'Orquestra Simfònica de la NBC. Hi ha dues versions enregistrades per Horowitz i Toscanini, la versió en viu de 1943 i una versió d'estudi de 1941.
- Als Estats Units d'Amèrica va esdevenir molt popular en ser usada en el programa de ràdio "Mercury Theatre", dirigit per Orson Welles. L'obra es va associar amb Welles durant tota la carrera del director i actor i sovint es feia sonar quan se'l presentava a la ràdio o a la televisió.
- Els acords introductoris se citen a la cançó Hoodoo del grup de rock Muse (del seu àlbum "Black Holes and Revelations"). La cita s'interpreta en la clau complementària menor (si bemoll menor) de l'original (re bemoll major).
- Va sonar en l'entrada del portador de la torxa olímpica en l'estadi a les Jocs Olímpics d'Estiu 1980 a Moscou
- Va ser utilitzat en la pel·lícula d'animació "The Meaning of Life", de Don Hertzfeldt.